# 卡万·沙利文
卡万·沙利文（英語：Cavan Sullivan，2009年9月28日—）是一名美國足球運動員，司職中場，現效力美國職業足球大聯盟球會費城聯。

## 球會生涯
沙利文在2020年進入費城聯學習踢球。2024年3月24日，他首次代表球隊二隊上場，參加MLS Next Pro的聯賽，在56分鐘換入，並在86分鐘時交出一助攻，使球隊以2-1取勝。
2024年5月9日，他與費城聯簽下一份本土球員合約，至2028年，使他成為美職聯史上第五年輕簽下一線隊合約的球員，這合約價值也是美職聯史上最昂貴的本土球員合約。他和家人向ESPN確認，合約條款中提及當他年滿18歲時，就有條件轉會至曼城的條款。7月17日，他首次代表費城聯在美國職業足球大聯盟聯賽上場，14歲293天之齡的他成為美職聯史上最年輕的球員，以13天之差打破了弗雷迪·阿杜在2004年所創的紀錄。

## 國家隊生涯
沙利文的母親是德國—孟加拉裔人。沙利文具有代表德國和美國參賽的資格，這使他能代表美國青年隊參加國際賽，並贏得2023年中北美洲及加勒比海足协U-15锦标赛冠軍。

## 個人生活
卡万·沙利文出身自足球世家，是家庭中最年幼的孩子。他父親布伦丹曾是一名足球員，曾在次級聯賽A聯賽（相當於今天的美國足球冠軍聯賽）踢了6年職業足球。卡万的母親曾在NCAA第一级别踢球。
卡万的大哥，奎因也是一名足球員，現效力費城聯。另外兩名哥哥，德克兰（Declan）和罗南（Ronan），也是足球員，目前在YSC學院上學和參加MLS Next比賽。他的表哥克里斯·奥尔布赖特曾代表美國國家男子足球隊，並效力過費城聯兩球季。他祖父拉里·沙利文是一名足球教練，在1991至2007年間執教维拉诺瓦大学足球隊。他叔叔布赖恩是一名足球守門員，曾效力費城織布（Philadelphia Textile，現為傑弗遜公牛），亦是维拉诺瓦大学隊的教練團。

## 榮譽
美國U15
- 中北美洲及加勒比海足协U-15锦标赛：2023[15]